# Svatá (film)
Svatá je český televizní film režiséra Jiřího Stracha, natočený podle scénáře Marka Epsteina Českou televizí. Premiéru měl 19. května 2024 na stanici ČT1. Hlavní postavu důchodkyně Olgy ztvárnila Jiřina Bohdalová. V dalších rolích se objevili Pavla Beretová (reportérka Dastychová), Lenka Vlasáková (Hana, dcera Olgy), Jan Vondráček a Alena Mihulová.
Film byl inspirován příběhem Věry Sosnarové.

## Příběh
Příběh se točí kolem devadesátileté Olgy, kterou ztvárnila Jiřina Bohdalová. Olga, energická důchodkyně, žije se svou dcerou Hanou (Lenka Vlasáková), učitelkou. Jejich vztah je poznamenán komplikovanou minulostí a starými ránami. Olga, která přežila hrůzy gulagu, nyní píše knihy a vypráví své zážitky na besedách, kde si svou přesvědčivostí získává pozornost posluchačů i novinářů. Reportérka Dastychová (Pavla Beretová) o Olze ví více než kdokoliv jiný a chystá se s těmito informacemi vystoupit na veřejnosti.

## Výroba
Film Svatá byl natáčen během letních prázdnin[kdy?] na Gymnáziu J. S. Machara v Brandýse nad Labem. Do komparzu se zapojili studenti a učitelé této školy.

## Recenze
- Jana Šintáková Michalicová, Kritiky.cz[2]
- Mirka Spáčilová, IDNES.cz[3]
- Irena Hejdová, Deník N[4]